# Altbach (Hüttenbach)
Der Altbach (im Oberlauf: Röthelbach, früher auch: Roedlbach) ist ein Bach in der Gemeinde Weiding im Oberpfälzer Wald in Bayern.

## Verlauf
Der Röthelbach entspringt auf der Gemeindegrenze zwischen Schönsee und Weiding. Er fließt durch die Schönseer Wiese nach Südosten parallel zur Schönseer Straße, die Weiding mit Schönsee verbindet, auf deren Ostseite. Nach 900 Metern schwenkt er nach Osten und schlängelt sich durch die nördlichen Randgehöfte von Weiding zwischen Kohleck im Norden und Schmidbühl im Süden. Nach weiteren 900 Metern schwenkt der Röthelbach wieder nach Südosten und fließt den Südhang des 632 Meter hohen Lüßberges hinab. Nach 700 Metern nimmt er von rechts den Mühlbach auf. Ab dem Zusammenfluss von Röthelbach und Mühlbach wird der Röthelbach nun Altbach genannt. Der Altbach verläuft zwischen dem Südhang des Lüßberges im Norden und dem Sailer im Süden und mündet nach weiteren 450 Metern von rechts in den Hüttenbach.

## Zuflüsse
Der Röthelbach fließt durch feuchte Wiesen, die ihn aus ihrem Sickerwasser speisen und in denen sich auch einige kleinere Quellen befinden. Sein einziger Zufluss ist der Mühlbach, der an den Höhen östlich von Weiding entspringt und am südlichen Ortsrand entlang fließt. Dabei nimmt er die Abwasser der östlich unterhalb von Weiding gelegenen Kläranlage auf. 660 Meter nordwestlich von Unterlöwenthal mündet er von rechts in den Röthelbach, der nun seinen Namen in Altbach ändert.